# Царевац (биљка)
Царевац (Euphorbia lathyris) је врста млечике која расте у јужној Европи (Француској, Италији, Грчкој), и можда, јужној Енглеској, и од северозападне Африке на западу до југозападне Азије и западне Кине на истоку.

## Раст
То је усправна двогодишња (понекад годишња) биљка која расте до 1,5 м висине. Цветови су од зелене до жуто-зелене боје пречника 4 мм без латица. Плодови су зелени, расту у лоптастим збијеним групама пречника 13-17 мм са три семена.

## Хемијске карактеристике
Сви делови биљака, укључујући семе и корен су отровни. Додиривање може да изазове иритацију коже, јер биљка производи латекс. Отровна је за људе и стоку, али козе понекад једу биљку и имуне су на отров. Међутим, отров може бити пренет козјим млеком.

## Употреба у медицинске сврхе
Царевац се продаје у расадницима јер се сматра да да одвраћа кртице. Он се користи у народној медицини као отров, антисептик и лаксатив. Он се користи као народни лек за лечење рака, жуљева и брадавица.